# لا تيخيرا
بلدية لا تيخيرا (بالإسبانية: La Teijeira) هي بلدية تقع في مقاطعة أورينسي التابعة لمنطقة غاليسيا شمال غرب إسبانيا.

## الديموغرافيا
بلغ عدد سكان بلدية لا تيخيرا 428 نسمة عام 2011 (وفقاً للمعهد الوطني للإحصاء الإسباني).
| 627 | 611 | 569 | 536 | 518 | 479 | 428 |